# Skutvik
Skutvik est un port norvégien, tête de ligne d'une ligne de ferry vers Svolvær, port principal de l'archipel des Lofoten.